# Gatesclarkeanini
Los gatesclarkeaninos (Gatesclarkeanini) son una tribu de lepidópteros ditrisios de la familia Tortricidae.   Tiene los siguientes géneros.

## Géneros
- Asymmetrarcha
- Gatesclarkeana
- Hiroshiinoueana
- Ukamenia.[1]